# Arbeitsgemeinschaft der Entwicklungsdienste
Die Arbeitsgemeinschaft der Entwicklungsdienste e. V. (AGdD) mit Sitz in Bonn ist der Dachverband der sieben vom BMZ anerkannten Träger des Entwicklungsdienstes in Deutschland, die Fachkräfte nach dem Entwicklungshelfer-Gesetz entsenden. Die AGdD wurde 1994 als gemeinnütziger Verein gegründet. Das ihr angeschlossene Förderungswerk existiert seit 1969.

## Tätigkeiten
Die AGdD setzt sich als Dachverband für die politische Stärkung und für die gesellschaftliche Wertschätzung des Entwicklungsdienstes und des Zivilen Friedensdienstes ein. Sie ist Ansprechpartnerin für Parlament, Regierung und Parteien und führt einen intensiven fachlichen Austausch über Entwicklungsdienst-relevante Fragen. So befasst sie sich auch mit allen vertraglichen und praktischen Fragen der Umsetzung des Entwicklungshelfer-Gesetzes und gestaltet notwendige Anpassungen.
Die AGdD unterstützt zudem Fachkräfte im Entwicklungsdienst und Zivilen Friedensdienst in ihrer Rückkehr durch das Förderungswerk. Denn der Rückkehrprozess ist – wie die Vorbereitung – Teil des Entwicklungsdienstes und findet im Entwicklungshelfergesetz entsprechend Berücksichtigung. § 12 des Gesetzes legt fest, dass nach Deutschland (oder Europa) zurückgekehrte Entwicklungshelfer, die einen neuen Arbeitsplatz suchen, „unter Berücksichtigung der besonderen Erfahrungen und Erkenntnisse […] vermittelt und beruflich gefördert werden“ sollen. Seit 1969 liegt diese Aufgabe beim Förderungswerk, das seit vielen Jahren zur AGdD gehört. Dazu bietet die AGdD umfassende Information und  individuelle Beratung sowie Seminare, Austauschforen und Vernetzungsangebote, z. B. durch die Online-Plattform „ConnectED“. Auch Familienangehörige, die ihre Lebenspartner in den Entwicklungsdienst begleitet haben, können diese Angebote nutzen. Regelmäßig publiziert die AGdD die Zeitschrift „transfer“ zu Themen der Rückkehr und der beruflichen Orientierung. Darin berichten Rückkehrer von ihren Erfahrungen, ihrem beruflichen Werdegang oder darüber, wie der Entwicklungsdienst nach wie vor in ihrem Alltag wirkt. Ergänzt werden die Erfahrungsberichte durch Experteninterviews und zahlreiche Informationen zu aktuellen Entwicklungen auf dem Weiterbildungs- und Arbeitsmarkt.

## Mitglieder
- AGIAMONDO
- Dienste in Übersee
- Christliche Fachkräfte International
- Deutsche Gesellschaft für Internationale Zusammenarbeit
- Eirene
- Forum Ziviler Friedensdienst
- Weltfriedensdienst